# Karpinskiosaurus
Karpinskiosaurus — вимерлий рід сеймуріаморфів. Він включає два види: Karpinskiosaurus secundus і Karpinskiosaurus ultimus. Karpinskiosaurus secundus представлений двома екземплярами з довжиною черепа близько 75 мм. Усі екземпляри K. ultimus менші за K. secundus. Загальна довжина рептіліоморфа становила близько 50–75 см.